# Leone De Sommi
Leone De Sommi, né à Mantoue en Italie à une date inconnue dans les années 1520 et mort en 1590 est un poète, dramaturge et metteur en scène italien de religion juive, dont les écrits théoriques sur le théâtre et particulièrement la mise en scène constituent l'aspect principal de son œuvre.

## Œuvres
- La Drusilla
- Les Inconnus
- Les Dons
- L'Hirifile
- Le Janissaire
- L'Adelfa
- Les Amours honnêtes
- La Préférée
- Le Tambour
- La Fortunée

### Éditions modernes des œuvres de Leone De Sommi
- (it) Quattro dialoghi in materia di rappresentazioni sceniche, éd. par Ferruchio Marotti, Milan, Il Polifico (coll. « Archivio del teatro italiano », no  1), 1968, LXXV-102 p.
- (it) Tre sorelle : comedia, éd. par Giovanna Romei, Milan, Il Polifico (coll. « Archivio del teatro italiano », no  8), 1982, LIII-93 p.  (ISBN 88-7050-308-9).
- (en) A Comedy of betrothal [traduction de Ṣaḥôt bedîḥûta' deqîddûšîn], éd. par Alfred S. Golding, Ottawa, Dovehouse ed. (coll. « Carleton Renaissance plays in translation series », no  13), 1986, 145 p.  (ISBN 0-919473-79-2).
- (fr)  Quatre dialogues en matière de représentations théâtrales, éd. par Françoise Decroisette, Paris, Rampazzo et associés, 1992, 108 p.  (ISBN 2-9507331-0-7).

### Études
- (en) Donald Beecher, « Leone de' Sommi and Jewish Theatre in Renaissance Mantua », Renaissance and Reformation / Renaissance et Réforme, vol. 17, no 2,‎ printemps 1993, p. 5-19 (lire en ligne ).
- (en) David Kaufmann, « Leone de Sommi Portaleone (1527-92), Dramatist and Founder of a Synagogue at Mantua », The Jewish Quarterly Review, vol. 10, no 3,‎ avril 1898, p. 445-461 (lire en ligne ).
- Guila Clara Kessous, « Yehuda Sommo, auteur de la première pièce en hébreu et premier théoricien du théâtre », dans Théâtre et sacré dans la tradition juive, Paris, Presses Universitaires de France, coll. « Lectures du judaïsme », 2012 (ISBN 978-2-13-059016-3, lire en ligne ), p. 85-95.
- Andrei Strihan, « Leone de' Sommi, précurseur de la mise en scene moderne », Revue d'histoire du théâtre, no 40,‎ 1988, p. 7-24.
- Jean-Claude Zancarini, Dictionnaire encyclopédique du théâtre à travers le monde, Paris, éditions Bordas, 2008 (ISBN 978-2-04-731295-7), p. 420.